# Первое Мая (Оренбургская область)
 Первое Мая  — поселок в Тоцком районе Оренбургской области. Входит в состав Тоцкого сельсовета. 

## География
Находится у железной дороги Самара-Оренбург (остановочный пункт 1304 км) на расстоянии примерно 7 километров по прямой на северо-запад от районного центра села Тоцкое.

## Население
Население составляло 194 человека в 2002 году (русские 85%), 204 по переписи 2010 года.